# 2004년 서울특별시 버스 개편
2004년 7월 1일을 기해 서울특별시는 시내버스 체계를 개편했다. 주요 골자는 다음과 같다.

## 개편 내용
- 노선을 빨강(R), 파랑(B), 초록(G), 노랑(Y)으로 구분하여 빨강은 광역 노선, 파랑은 간선 노선, 초록은 지선노선과 마을버스, 노랑은 순환 노선으로 하였다.
- 서울시를 0부터 7까지 여덟 개의 번호 구역으로 나눠서 이를 토대로 버스의 번호를 정했다. 기점의 구역 번호가 A이고 회차 지점 또는 종점의 번호가 B라면 노선 번호는 파란색일 경우 ABX[a], 초록색일 경우 ABXX가 된다. 단, 마을버스의 경우 지자체명XX이다. 노란색은 순환하는 구역의 번호 C에 따라 CX로 정해진다. 빨간색은 기점의 구역 D에 따라 9DXX가 된다. 이러한 방식은 1998년부터 대구광역시에서 시행해 온 체계인데 서울특별시가 도입하였다.
- 강남대로, 성산로를 포함한 많은 도로에 중앙 버스 전용 차로를 만들었다.
- 지하철에서 버스, 버스에서 지하철, 버스끼리 갈아탈 때에 요금 할인을 적용했다.

- 요금 체계의 개편은 다음과 같다. (2004년 7월 1일. 성인 교통 카드 사용 기준)

- 개편전 : 대중교통별 개별 운임체계 적용 (교통카드 이용 환승시 50원 할인)
도시형버스 : 650원 / 마을버스 : 400원 / 일반좌석 : 1,200원 / 고급좌석 : 1,300원
- 개편후 : 대중교통간 통합 운임체계 적용
간선,지선버스 : 800원 / 일부 지선버스, 마을버스, 순환버스 : 500원 / 광역버스 : 1,400원(2004년 당시)
※ 환승시 총 누적거리 10km 이내는 기본요금 부과, 10km를 초과할 경우 매 5km마다 100원 추가. 연속 5회까지 적용되며, 6회째에는 기본요금이 부과되어 다시 환승할인이 시작된다.
- 서울 - 경기버스간 환승할인은 2007년 7월 1일부터 시행되었으며, 광역버스는 2008년 9월 20일부터 환승할인이 가능해졌다. 단 광역버스의 기본요금 거리 기준은 30km이다. 인천버스는 2009년 10월 10일부터 환승할인이 가능해졌다.

## 성과
- 버스의 통행속도가 빨라졌고 대중교통 이용객이 증가하였다.[1]
- 준공영제의 실시로 버스회사들의 고용이 안정되어 운전기사들의 만족도 또한 상승하였다.

## 비판

### 정책
- 여론 수렴의 과정을 제대로 거치지 않고 독단적으로 시행되었다. 특정 네티즌들은 이를 비꼬아 GRYB의 첫 글자를 따서 지랄염병이라는 우스갯소리를 만들었다.[2]
- 2004년 7월 1일부터 개편된 시스템을 적용하는 것이 무리였으나, 이명박 당시 시장은 취임 2주년에 시행할 것을 고집하여 결국 큰 혼란을 불러 일으켰고, 시민들의 거센 비난 여론에 직접 상황실에 나와 사과하였다.
  - 시스템 통합을 담당한 LG CNS에서 테스트를 위해 일정을 연기해야 한다고 주장했으나 받아들여지지 않아 초기에 잦은 오류가 발생하여 불편을 초래했다.

### 버스전용차로
- 시행 초기 강남의 버스 전용 차로는 버스 이동량을 감당치 못하여 정체가 심각했다.
  - 이후 일부 버스를 버스전용차로 밖에서도 다니도록 시정하였으나, 현재까지도 제대로 그 기능을 발휘하지 못하고 있다.
- 버스전용차로를 구분하기 위해 사용했던 적색 아스콘이 시공한 지 2년도 안되어 벗겨져 부실시공 의혹이 일었다.
- 버스 전용 차로 내에서 버스들이 한 줄로 다니게 되면서 정체현상이 심해졌다.
- 대로가 아닌 도로에 버스전용차로가 생겨 일반차로가 줄어들어 일반차량의 정체현상이 심해졌다.

### 노선
- 지선버스의 번호가 4자리라서 승객들이 익히기 매우 힘들다.
- 경기도 버스업체와 서울특별시 버스업체간 공동 배차를 맺고 있었던 버스노선들이 버스 노선 체계 개편을 미리 알고 공동 배차를 중단하는 행위가 난무하였다.

### 요금
- 초기에는 인천광역시 및 경기도와는 아무런 호환성이 없어서 경기도 및 인천광역시에서 출퇴근하는 시민들은 아무런 혜택을 받지 못해 불만을 불러일으켰다.
  - 2007년과 2008년에 걸쳐서 실시한 수도권 통합요금제의 적용으로 경기도에까지 환승혜택이 가능해졌고, 2009년 10월 10일부터 인천광역시까지 환승혜택이 적용되고 있다.
- 지선버스의 요금 체계가 2종류로 되어 있어 혼란을 주고 있다.

### 기타
- 버스 앞면에 쓰여 있는 행선지와 버스 번호의 채도 대비가 적어 가독성이 떨어져 버스의 행선지 표기 방식이 여러번 변경되면서 세금이 낭비되었다.

## 버스 요금 (2015년 6월 27일 기준으로, 성인 기준)
다음은 2015년 6월 27일 현재를 기준으로 한 요금이다. (성인 기준)
- 간선버스, 지선버스(도시형) : 1,200원(교통카드), 1,300원(현금)
- 순환버스 및 일부 차등 지선버스 : 1,100원(교통카드), 1,200원(현금)
- 마을버스 : 900원(교통카드), 1,000원(현금)
- 심야버스 : 2,150원(교통카드), 2,250원(현금)
- 광역(직행좌석)버스 : 2,300원(교통카드), 2,400원(현금)
- 맞춤버스 : 노선에 따라 다르나, 일반적으로는 도시형버스의 요금을 징수한다.
- 기본 거리 : 지·간선 버스, 마을버스, 순환 버스는 10 km, 광역 버스는 30 km.
- 기본 거리 초과 이동 시 매 5km마다 100원 부과.
- 조조할인 : 첫차부터 오전 6시 30분까지 승차시 기본요금의 20% 할인.

## 같이 보기
- 티머니
- 수도권 대중교통 통합요금제
- 음성직
- 1949년 서울시내버스 노선
- 1956년 서울시내버스 운행회사
- 1959년 서울시내버스 노선
- 1961년 서울시내버스 노선번호 개편
- 1964년 서울시내버스 노선번호 개편
- 1966년 서울시내버스 노선번호 개편
- 1970년 서울시내버스 노선번호 개편
- 1970년 서울시내버스 운행회사
- 1974년 서울시내버스 운행회사
- 1985년 서울시내버스 노선번호 개편
- 2026년 서울특별시 버스 개편